# Chimarrogale sumatrana
Chimarrogale sumatrana är en däggdjursart som först beskrevs av Thomas 1921.  Chimarrogale sumatrana ingår i släktet Chimarrogale och familjen näbbmöss. IUCN kategoriserar arten globalt som otillräckligt studerad. Inga underarter finns listade i Catalogue of Life.
Denna näbbmus förekommer i en liten region på södra Sumatra. Den lever i bergsbäckar och har troligen samma levnadssätt som andra medlemmar av samma släkte. De gräver bon nära vattendrag och jagar olika smådjur som lever i vattnet, bland annat insektslarver, kräftdjur och mindre fiskar.